# Laurel Halo

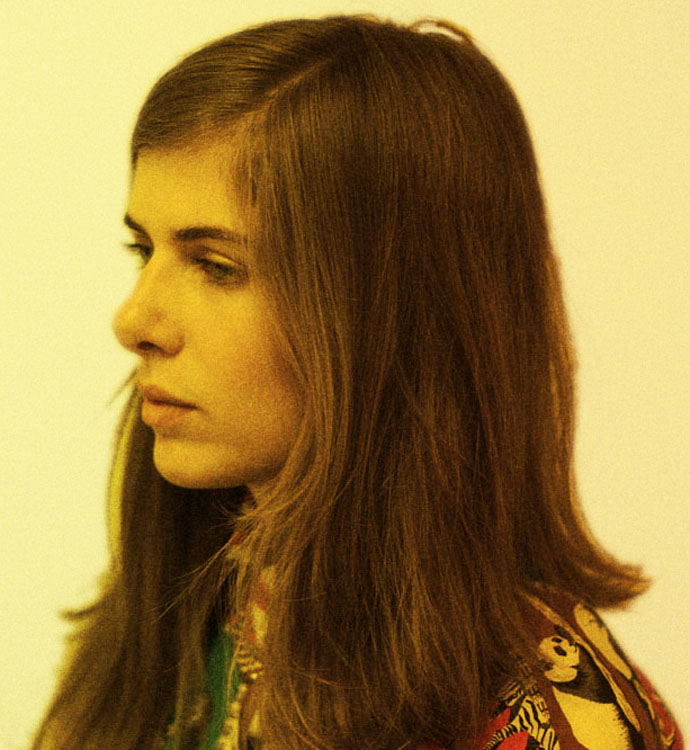
Laurel Halo (2010)

Laurel Halo (Laurel Anne Chartow; * 1985 in Ann Arbor, Michigan) ist eine US-amerikanische Musikerin, Sängerin und DJ aus dem Bereich der elektronischen Musik.

## Leben
Laurel Anne Chartow wuchs in Ann Arbor auf, wo sie eine klassische Musikausbildung am Klavier genoss. Inspiriert von Detroit Techno, Erfahrungen in Free Jazz Ensembles und als DJ beim Hochschulradio während ihres Studiums an der University of Michigan begann sie als 19-Jährige mit der Produktion eigener Musik. Ab dem Jahr 2006 veröffentlichte sie erste Musik. Anfang 2009 zog sie nach New York City. Kurz darauf erschienen erste Veröffentlichungen bei Labels wie Endless Echo und Hippos in Tanks. Gemeinsam mit David Borden, James Ferraro, Sam Godin und Daniel Lopatin veröffentlichte Halo 2011 das Drone-Album FRKWYS 7.
2012 veröffentlichte Halo ihr Debütalbum Quarantine auf dem Londoner Label Hyperdub, das vom Magazin The Wire zum Album des Jahres gekürt wurde.
Im Jahr 2013 zog Halo nach Berlin um. Im gleichen Jahr erschienen auf Hyperdub die eher technolastige EP Behind the Green Door und das zweite Album Chance of Rain. 2015 folgte die EP In Situ  auf Honest Jon's Records. Parallel war Halo weiter als Radio-DJ aktiv, unter anderem mit einer zwei-monatlichen Show beim Berlin Community Radio. Im Juni 2017 folgte das dritte Album Dust, das ebenfalls bei Hyperdub erschien.
2018 entstand das Ambient-Minialbum Raw Silk Uncut Wood, das von Halos Arbeit am Soundtrack zum Dokumentarfilm Possessed inspiriert war. Zusammen mit dem Techno-Produzenten Hodge veröffentlichte sie im gleichen Jahr die EP Tru / Opal / The Light Within You. 2019 veröffentlichte Halo einen DJ-Mix für die renommierte Serie DJ-Kicks.
Im Januar 2021 kündigte sie ihr Label Awe an, auf dem sie künftig ihre Solo-Arbeiten und Kollaborationen mit anderen Künstlern veröffentlichten möchte. Gemeinsam mit Moritz von Oswald und dem Jazzdrummer Heinrich Köbberling nahm sie 2021 als neue Besetzung des Moritz von Oswald Trios dessen fünftes Album Dissent auf.

## Diskografie (Auswahl)
Alben
- 2011: Borden, Ferraro, Godin, Halo, Lopatin – FRKWYS 7 (Rvng Intl.)
- 2012: Quarantine (Hyperdub)
- 2013: Chance of Rain (Hyperdub)
- 2017: Dust (Hyperdub)
- 2018: Raw Silk Uncut Wood (Latency)
- 2020: Possessed (Soundtrack; The Vinyl Factory)

Singles und EPs
- 2009: Ambrosia EP (Eigenverlag)
- 2009: Future Fruit (Endless Echo)
- 2010: King Felix (Hippos in Tanks)
- 2011: Hour Logic (Hippos in Tanks)
- 2012: Sunlight On the Faded (Hyperdub)
- 2013: Behind the Green Door (Hyperdub)
- 2015: In Situ (Honest Jon's Records)
- 2018: Laurel Halo & Hodge – Tru / Opal / The Light Within You (Livity Sound)

DJ-Mixe
- 2011: Sofgore (DIS Magazine, Endless Echo)
- 2011: Get Us the Hell Out of Here (Vice Italia)
- 2011: Pornoviewer (FACT Magazine)
- 2014: Q2/WQXR (WNYC Radio)
- 2019: DJ-Kicks (Studio K7)